# Wilhelm Fürchtegott Niedermann
Wilhelm Fürchtegott Niedermann (* 11. Januar 1841 in Zürich; † 26. Januar 1906 ebenda) war ein Schweizer Journalist und Bühnenautor in Zürichdeutsch.

## Leben

### Familie
Wilhelm Fürchtegott Niedermann war der Sohn des Glasermeisters Balthasar Niedermann und dessen Ehefrau Verena (geb. Bollinger); er hatte noch mehrere Geschwister:
- Elise Weber-Niedermann († 6. März 1917 in Zürich), verheiratet mit Julius Weber; ihre gemeinsame Tochter war die spätere Modistin und Trachtenforscherin Julie Heierli, die mit Jakob Heierli verheiratet war;
- Alfred Niedermann (* 12. Januar 1843 in Zürich; † 9. Juli  1926 in Stäfa), Maler und Dichter, der unter anderem in München lebte.

Er war seit 1874 mit Elisabetha Johanna Christiane (verwitwete Brück) aus Hamburg, die Tochter von August Christian Friedrich Böder, verheiratet; gemeinsam hatten sie zwei Söhne.

### Werdegang
Wilhelm Fürchtegott Niedermann immatrikulierte sich an der Universität Basel zu einem Studium der Theologie, gab das Studium jedoch auf und wurde Schauspieler. Nach zwanzig Jahren verliess er die Bühne und wurde Journalist.
Er war als Berichterstatter für auswärtige Blätter tätig und gründete in Zürich ein Presseorgan für den Verein der schweizerischen Geschäftsreisenden, den wöchentlich erscheinenden Merkur, den er bis Ende 1905 leitete. Dazu schrieb er verschiedene Bühnenstücke.

### Schriftstellerisches und gesellschaftliches Wirken
Wilhelm Fürchtegott Niedermann gehört mit Leonhard Steiner, August Corrodi, Ulrich Farner und Emil Sautter zu den Zürcher Autoren, die den grossen Bedarf ihrer Zeit an Possen, Schwänken und Lustspielen deckten. In ihren Stücken, die unter anderem im Dramatischen Verein Zürich aufgeführt wurden, ging es überwiegend um Liebe, Geld, Macht, Verwechslungen und Missverständnisse.
1885 veröffentlichte er eine Sammlung einaktiger Lustspiele.
Er war auch der Begründer, Förderer und Organisator der Gratisvolkskonzerte der 1896 gegründeten Zürcher Pestalozzi-Gesellschaft.

## Schriften (Auswahl)
- Züritüütsch, e dramatisches Läbesbild i 3 Acte i der Zürcher Mundart. 1882.[7]
- Zwo Abrächnige us der Zunft: es Sächstlüütestückli. 1884.
- Us em Welschland: Lustspiel in 1 Akt. 1884.
- Zwei einaktigi Lustspiel. 1884.
- Vier einaktigi Lustspiel, liecht ufz’füehre i Vereine und Familie. Zürich 1885.
- Vereins- und Huus-Theater – Einaktigi Lustspiel. Liecht ufz'füehre i Vereine und Familie. 1885.
- Ferieversorgig: Lustspiel aus einem Akt. 1888.